# 西部方面航空隊
西部方面航空隊（せいぶほうめんこうくうたい、JGSDF Western Army Aviation Group）は、陸上自衛隊高遊原分屯地（熊本県 上益城郡 益城町）に隊本部が駐屯する西部方面隊直轄の航空科部隊である。

## 概要
AH-64戦闘ヘリコプターによる戦闘および方面隷下の各部隊に対する航空偵察・空中機動・航空輸送・指揮連絡等を主任務とする。隊長は、1等陸佐（二）が充てられ高遊原分屯地司令を兼務し、隊旗はあさぎの群旗を使用する。
隊本部は高遊原分屯地に、実働部隊の主力は目達原駐屯地にそれぞれ駐屯している。飛行場運用を担当する管制気象隊のみ管内各飛行場単位で配置されている。

## 沿革
- 1956年（昭和31年）1月25日：西部方面航空隊が小月駐屯地に新編。
- 1957年（昭和32年）
  - 2月20日：第310航空整備中隊を新編。
  - 8月20日：西部方面航空隊が小月駐屯地から託麻原分屯地（旧熊本空港所在地）に移駐。
- 1962年（昭和37年）1月18日：部隊改編。

1. 西部方面飛行隊本部および第8飛行隊を目達原駐屯地に新編。
2. 第4管区隊第4航空隊（目達原駐屯地）が第4飛行隊に改編され、隷下に編合。

- 1964年（昭和39年）3月24日：第310航空整備中隊を第310航空野整備隊に改編。
- 1968年（昭和43年）3月1日：西部方面ヘリコプター隊を目達原駐屯地に新編。
- 1971年（昭和46年）4月20日：熊本空港移転に伴い、託麻原分屯地が廃止。高遊原分屯地が開設。

1. 西部方面航空隊が託麻原分屯地から高遊原分屯地に移駐。
2. 西部方面飛行隊および第8飛行隊が目達原駐屯地から高遊原分屯地に移駐。

- 1978年（昭和53年）
  - 3月25日：西部方面ヘリコプター隊に第3飛行隊が新編され、KV-107IIが配備。
  - 4月5日：第310航空野整備隊が西部方面航空野整備隊に称号変更。
- 1990年（平成02年）3月26日：第3対戦車ヘリコプター隊を目達原駐屯地に新編。
- 1994年（平成06年）3月28日：
  1. 西部方面飛行隊を西部方面航空隊本部付隊に改編。
  2. 第4飛行隊（目達原駐屯地）が第4師団に編入。
  3. 第8飛行隊（高遊原分屯地）が第8師団に編入。
- 2002年（平成14年）3月25日：西部方面ヘリコプター隊第3飛行隊のKV-107IIA-4がラストフライト。陸上自衛隊でのKV-107II運用が終了[1]。
- 2010年（平成22年）3月12日：第3対戦車ヘリコプター隊にAH-64Dが配備。
- 2018年（平成30年）2月5日：第3対戦車ヘリコプター隊に所属しているAH-64Dが神埼市の住宅に墜落し、機長と副操縦士の2名が殉職、住宅にいた女子小学生が避難中に膝を打撲する事故が起きた。
- 2020年（令和02年）3月26日：第109飛行隊が新編（平素、西部方面航空隊に隷属）[2][出典無効]。
- 2021年（令和03年）
  - 3月17日：第3対戦車ヘリコプター隊のAH-1Sがラストフライト。
  - 3月18日：第3対戦車ヘリコプター隊（目達原駐屯地）が第1戦闘ヘリコプター隊に称号変更[3]。
- 2024年（令和06年）7月12日：西部方面ヘリコプター隊第2飛行隊にUH-2が配備[4]。

## 部隊編成
特記ないものは高遊原分屯地内に所在している。
- 西部方面航空隊本部
- 西部方面航空隊本部付隊「西方航-本」：LR-2
- 第1戦闘ヘリコプター隊（目達原駐屯地）
  - 第1戦闘ヘリコプター隊本部
  - 第1戦闘ヘリコプター隊本部付隊「1戦ヘリ-本」：OH-1
  - 第1飛行隊「1戦ヘリ-1飛」：AH-64D
  - 第2飛行隊「1戦ヘリ-2飛」：AH-64D[5]
- 西部方面ヘリコプター隊（目達原駐屯地）
  - 西部方面ヘリコプター隊本部
  - 西部方面ヘリコプター隊本部付隊「西方ヘリ-本」：OH-1
  - 第1飛行隊「西方ヘリ-1」：UH-60JA
  - 第2飛行隊「西方ヘリ-2」：UH-1J、UH-2
  - 第3飛行隊「西方ヘリ-3」（高遊原分屯地）：CH-47JA
- 西部方面管制気象隊
  - 西部方面管制気象隊本部「西方管気」
  - 基地隊「西方管気-基」
  - 第1派遣隊（目達原駐屯地）
- 西部方面航空野整備隊「西方航整」
  - 西部方面航空野整備隊本部
  - 整備隊「西方航整-整」
  - 補給隊「西方航整-補」

## 主要幹部
| 官職名                               | 階級    | 氏名     | 補職発令日     | 前職                             |
| ------------------------------------ | ------- | -------- | -------------- | -------------------------------- |
| 西部方面航空隊長 兼 高遊原分屯地司令 | 1等陸佐 | 林英彦   | 2025年03月24日 | 陸上幕僚監部監理部総務課庶務室長 |
| 副隊長                               | 1等陸佐 | 小野栄二 | 2024年08月01日 | 第15ヘリコプター隊長             |
| 第1戦闘ヘリコプター隊長              | 2等陸佐 | 前田哲矢 | 2024年08月01日 | 第4師団司令部第1部長             |
| 西部方面ヘリコプター隊長             | 2等陸佐 | 中村健太 | 2024年03月30日 | 陸上自衛隊航空学校霞ヶ浦校勤務   |

| 代 | 氏名                 | 在職期間                                                    | 前職                                            | 後職                                                 |
| -- | -------------------- | ----------------------------------------------------------- | ----------------------------------------------- | ---------------------------------------------------- |
| 01 | 谷口正義 （2等陸佐） | 1956年01月25日 - 1959年11月05日                             |                                                 | 陸上自衛隊航空学校教育部長                           |
| 02 | 山口義輔 （2等陸佐） | 1959年11月06日 - 1962年03月15日                             | 陸上幕僚監部第5部勤務                           | 東北方面航空隊長                                     |
| 03 | 野村浩三 （2等陸佐） | 1962年03月16日 - 1966年07月15日                             | 西部航空方面隊                                  | 陸上自衛隊航空学校総務部長                           |
| 04 | 高久久雄             | 1966年07月16日 - 1968年07月15日 ※1967年01月01日 1等陸佐昇任 | 陸上幕僚監部航空課勤務                          | 陸上自衛隊航空学校整備部長                           |
| 05 | 能勢忠典             | 1968年07月16日 - 1970年07月15日                             | 陸上幕僚監部付                                  | 陸上幕僚監部第3部研究班長                            |
| 06 | 村上武               | 1970年07月16日 - 1973年07月15日                             | 陸上自衛隊航空学校研究部長                      | 東北方面総監部総務課勤務                             |
| 07 | 高橋進               | 1973年07月16日 - 1975年07月15日                             | 西部方面航空隊副隊長                            | 第4師団司令部勤務                                    |
| 08 | 鈴木信之             | 1975年07月16日 - 1977年03月15日                             | 陸上自衛隊航空学校研究部長                      | 東部方面総監部総務課勤務                             |
| 09 | 黒瀬多聞             | 1977年03月16日 - 1978年07月31日                             | 西部方面航空隊副隊長                            | 陸上自衛隊幹部学校勤務                               |
| 10 | 中山公夫             | 1978年08月01日 - 1980年06月30日 ※1980年04月01日 陸将補昇任  | 第1ヘリコプター団副団長                         | 第1ヘリコプター団長 兼 木更津駐とん地司令            |
| 11 | 前田榮滿             | 1980年07月01日 - 1981年03月06日                             | 陸上自衛隊航空学校第1教育部長                   | 西部方面総監部付                                     |
| 12 | 中山榮男             | 1981年03月07日 - 1982年06月30日                             | 陸上自衛隊航空学校研究部長                      | 陸上幕僚監部装備部航空機課長                         |
| 13 | 浅香正毅             | 1982年07月01日 - 1986年03月16日                             | 陸上自衛隊航空学校総務部長                      | 東部方面総監部勤務                                   |
| 14 | 大上正美             | 1986年03月17日 - 1988年07月31日                             | 東北方面航空隊副隊長                            | 陸上自衛隊航空学校第1教育部長                        |
| 15 | 坂正興               | 1988年08月01日 - 1990年07月31日                             | 東北方面航空隊副隊長                            | 東北方面総監部勤務                                   |
| 16 | 釘宮初男             | 1990年08月01日 - 1992年03月15日                             | 西部方面航空隊副隊長                            | 東部方面総監部付                                     |
| 17 | 田島勝征             | 1992年03月16日 - 1994年07月31日                             | 西部方面航空隊副隊長                            | 第1ヘリコプター団副団長                              |
| 18 | 岩崎修治             | 1994年08月01日 - 1996年11月30日                             | 北部方面総監部調査部調査課長                    | 陸上自衛隊武器補給処航空部長                         |
| 19 | 矢崎良博             | 1996年12月01日 - 1998年07月31日                             | 陸上幕僚監部人事部人事計画課 制度班長           | 陸上自衛隊補給統制本部航空部長                       |
| 20 | 黒木信行             | 1998年08月01日 - 2000年07月31日                             | 陸上自衛隊航空学校総務部長                      | 東部方面総監部勤務                                   |
| 21 | 古本和彦             | 2000年08月01日 - 2002年12月01日                             | 陸上幕僚監部教育訓練部教育課 学校第2班長        | 自衛隊旭川地方連絡部長                               |
| 22 | 下池賢一             | 2002年12月02日 - 2005年03月31日                             | 陸上自衛隊幹部学校学校教官                      | 帯広駐屯地業務隊長                                   |
| 23 | 川口博司             | 2005年04月01日 - 2007年12月02日                             | 自衛隊長野地方連絡部長                          | 統合幕僚監部総務部総務課長                           |
| 24 | 服部正               | 2007年12月03日 - 2009年07月31日                             | 統合幕僚監部防衛計画部防衛課 防衛班長           | 陸上幕僚監部装備部航空機課長                         |
| 25 | 沖邑佳彦             | 2009年08月01日 - 2010年11月30日                             | 陸上幕僚監部防衛部防衛課 防衛班長               | 陸上幕僚監部教育訓練部 教育訓練計画課長              |
| 26 | 田尻祐介             | 2010年12月01日 - 2012年07月25日                             | 陸上自衛隊研究本部研究員                        | 統合幕僚監部防衛計画部計画課長                       |
| 27 | 酒井秀典             | 2012年07月26日 - 2013年12月17日                             | 陸上自衛隊研究本部研究員                        | 陸上幕僚監部運用支援・情報部 情報課長                |
| 28 | 佐々木博茂           | 2013年12月18日 - 2015年11月30日                             | 第1ヘリコプター団副団長                         | 陸上自衛隊航空学校宇都宮分校長 兼 北宇都宮駐屯地司令 |
| 29 | 吉浦健志             | 2015年12月01日 - 2017年03月22日                             | 統合幕僚監部運用部運用第2課 国際地域調整官      | 陸上自衛隊研究本部主任研究開発官                     |
| 30 | 伊東佳哉             | 2017年03月23日 - 2019年03月31日                             | 陸上幕僚監部運用支援・情報部 情報課地域情報班長 | 陸上幕僚監部装備計画部航空機課長                     |
| 31 | 椿裕一               | 2019年04月01日 - 2022年03月13日                             | 東北方面総監部情報部長                          | 陸上自衛隊航空学校副校長                             |
| 32 | 中尾国保             | 2022年03月14日 - 2024年03月17日                             | 統合幕僚監部総務部総務課長                      | 退職                                                 |
| 33 | 不破悟               | 2024年03月18日 - 2025年03月23日                             | 陸上幕僚監部人事教育部 募集・援護課長           | 中部方面総監部幕僚副長 （陸将補昇任）                |
| 34 | 林英彦               | 2025年03月24日 -                                            | 陸上幕僚監部監理部総務課庶務室長                |                                                      |

## 主要装備
- LR-2
- AH-64D
- OH-1
- UH-60JA
- UH-1J
- UH-2
- CH-47JA
- 1/2tトラック / 73式小型トラック
- 1 1/2tトラック / 73式中型トラック
- 3 1/2tトラック / 73式大型トラック
- 3トン半水タンク車
- 3トン半航空用燃料タンク車
- 10000リットル燃料タンク車
- 着陸誘導装置 JTPN-P20
- 気象測定装置 JMMQ-M5
- 航法援助装置 JMRM-A2
- スリングネット
- スリングベルト
- 野外支援車
- 野外炊具
- 1トン半救急車
- 89式5.56mm小銃
- 5.56mm機関銃MINIMI
- 12.7mm重機関銃M2
- 9mm拳銃

### 過去の装備
- 64式7.62mm小銃
- AH-1S コブラ

## 廃止（改編）部隊
- 1978年（昭和53年）4月5日廃止
  - 第310航空野整備隊：西部方面航空野整備隊に称号変更。
- 1994年（平成06年）3月28日廃止
  - 西部方面飛行隊：西部方面航空隊本部付隊に改編。
- 2021年（令和3年）3月18日廃止
  - 第3対戦車ヘリコプター隊「3対戦ヘリ‐X」（目達原駐屯地）：第1戦闘ヘリコプター隊に称号変更。